# دختر پادشاه
دختر پادشاه (انگلیسی: The Girl King) فیلمی در ژانر درام به کاگردانی میکا کائوریسماکی است که در سال ۲۰۱۵ منتشر شد.